# Mani Matter

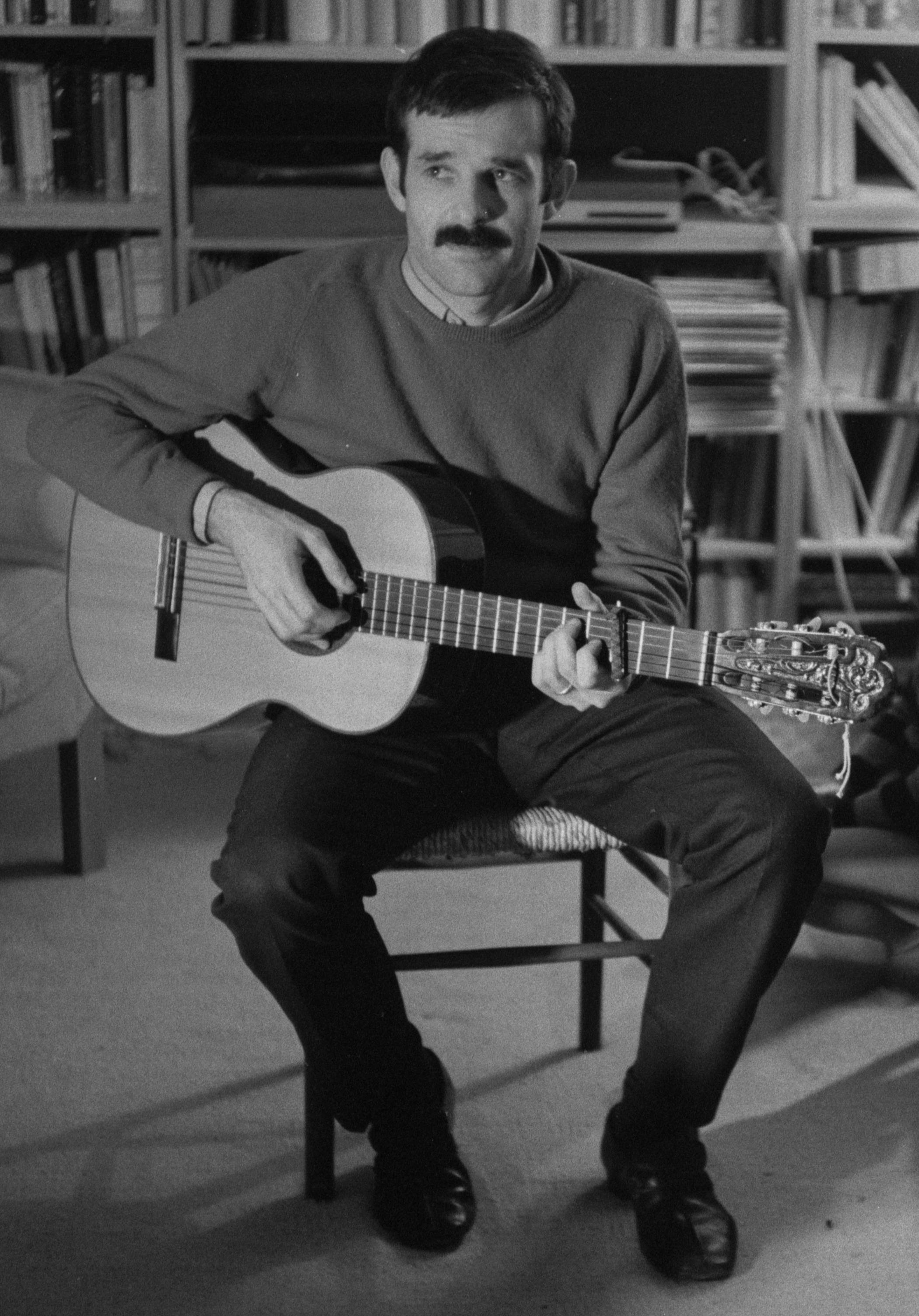
Mani Matter 1970

Mani Matter, eigenlijk Hans-Peter Matter (Bern, 4 augustus 1936 - Kilchberg (Zürich), 24 november 1972) was een Zwitserse componist/singer-songwriter, zoon van Erwin Matter en Wilhelmina Matter-de Haan (Nederlandse).
Mani Matter was (en is) een van de muziekdominators van het Duitstalige Zwitserland. Hij schreef liedjes in het Zwitserduits (variant Bernduits) met sociale en politieke thema's, maar verbonden met een 'lach'. Zijn liedjes worden nog vaak gecoverd door andere bands en worden geleerd in de scholen.
De bekendste song die hij heeft geschreven is Hemmige, hetgeen Bernduits is voor remmingen.
Mani Matter was een getogen Berner en werkte als rechtenconsulent bij de stad Bern en was actief in de Berner politiek bij de groep Jungen Bern. Hoewel hij in Bern opgroeide werd thuis Frans gesproken. Toen hij op jonge leeftijd de chansons van Maurice Chevalier en Georges Brassens ontdekte, is de liefde voor dit genre ontstaan. In 1953 schreef hij zijn eerste song Dr Rägewurm op een melodie van Brassens. In 1960 kwam hij de eerste keer op de radio. Met de Die Berner Troubadours begon zijn carrière pas echt in 1966/1967. Solo trad hij op vanaf 1971.
Meestal begeleidde hij zijn zelfgeschreven chansons op zijn gitaar. In 1972 op weg naar een concert in Rapperswil stierf hij als gevolg van een auto-ongeluk.
In 1992 verscheen een cd Matter Rock, waarop Zwitserse muzikanten reeds bekende en ook een paar onbekende liedjes, brachten. In 2002, dertig jaar na zijn dood, verscheen de film Warum syt dir so truurig? over het leven van Mani Matter.

## Discografie
- 1966 I han en Uhr erfunde (ep)
- 1967 Alls wo mir id Finger chunnt (ep)
- 1970 Hemmige (ep)
- 1972 Betrachtige über nes Sändwitsch (ep)
- 1973 Ir Ysebahn (lp)
- 1973 I han es Zündhölzli azündt (dubbel-lp)